# Cleotrivia
Cleotrivia là một chi ốc biển nhỏ, là động vật thân mềm chân bụng sống ở biển trong họ Triviidae.

## Các loài
Các loài trong chi Cleotrivia gồm có:
- Cleotrivia antillarum (Schilder, 1922)
- Cleotrivia atomaria (Dall, 1902)
- Cleotrivia brevissima (G.B. Sowerby II, 1870)
- Cleotrivia coletteae (Fehse, 1999)
- Cleotrivia corallina Cate, 1979
- Cleotrivia culmen Fehse, 2004[2]
- Cleotrivia euclaensis Cate, 1979
- Cleotrivia globosa (G.B. Sowerby II, 1832)
- Cleotrivia occidentalis (Schilder, 1922)
- Cleotrivia pilula (Kiener, 1843)[3]
- Cleotrivia pisum (Gaskoin, 1846)
- Cleotrivia pygmaea (Schilder, 1931)
- Cleotrivia vitrea (Gaskoin, 1849)
- Cleotrivia wayiana (Cate, 1979)

Các loài được đưa vào đồng nghĩa
- Cleotrivia aquatanica Cate, 1979: đồng nghĩa của Niveria nix (Schilder, 1922)
- Cleotrivia candidula (Gaskoin, 1836): đồng nghĩa của Trivia candidula (Gaskoin, 1836)
- Cleotrivia dorsennus Cate, 1979: đồng nghĩa của Dolichupis dorsennus (Cate, 1979)
- Cleotrivia leucosphaera (Schilder, 1931): đồng nghĩa của Dolichupis leucosphaera (Schilder, 1931)
- Cleotrivia meridionalis Cate, 1979: đồng nghĩa của Dolichupis meridionalis (Cate, 1979)
- Cleotrivia werneri (Fehse, 1999) alternate representation của Niveria werneri Fehse, 1999